# Тадаока
Тадаока (яп. 忠岡町 Тадаока-тё:) — посёлок в Японии, находящийся в уезде Сембоку префектуры Осака. Площадь посёлка составляет 4,03 км², население — 17 637 человек (1 августа 2014), плотность населения — 4376,43 чел./км². Посёлок Тадаока самый маленький по площади посёлок в Японии.

## Географическое положение
Посёлок расположен на острове Хонсю в префектуре Осака региона Кинки. С ним граничат города Идзуми, Идзумиоцу, Кисивада.

## Население
Население посёлка составляет 17 637 человек (1 августа 2014), а плотность — 4376,43 чел./км². Изменение численности населения с 1980 по 2005 годы:
| 1980 | 18 053 чел. |  |
| 1985 | 17 223 чел. |  |
| 1990 | 17 566 чел. |  |
| 1995 | 17 098 чел. |  |
| 2000 | 17 509 чел. |  |
| 2005 | 17 586 чел. |  |

## Символика
Деревом посёлка считается камфорное дерево, цветком — Rhododendron indicum.